# Костел святого Владислава (Богуслав)
Костел святого Владислава парафії Зіслання Святого Духа — діючий парафіяльний костел у місті Богуслав на Київщині, збудований у 1819—1825 роках у стилі класицизму. Офіційного статусу пам'ятки архітектури не має. Є одним з найменш відомих католицьких храмів Київщини.

## Архітектура
Збудований у стилі класицизму. Костел цегляний, на невеликому цегляному підмурку. Первісно костел увінчував купол (у радянський час купол втрачено). Головний фасад у радянський час було спотворено та обкладено плиткою.

## Історія
Історія храму розпочинається в 1789 році, коли коштом Францішека Жевуського поблизу місцевої ринкової площі, що знаходилася в центральній частині міста було збудовано перший дерев'яний парафіяльний костел Зіслання Святого Духа.

Костел св. Владислава на початку XX століття. Старовинна поштівка

30 серпня 1817 року, під час великої пожежі, що охопила місто храм повністю вигорів. За два роки після пожежі, 1819 року на передмісті розпочалося будівництво нового мурованого храму. Меценатами стали графиня Олександра Браницька та її син Владислав Гжегож. Костел було завершено 1825 року. Новозбудований костел освячений на честь святого Владислава — угорського короля Владислава I Святого, покровителя її сина. При святині було споруджено парафіяльний будинок, а також діяла парафіяльна школа.
У 1927 році костел було пограбовано та остаточно закрито. Останній настоятель храму, о. Ілля Зимлинський помер під час репатріації до Польщі. Більшість богуславських римо-католиків були репресовані. Сама будівля храму зазнала значних змін — зруйновано головний купол святині, а сам храм перебудовано під приміщення господарського призначення. До 1941 року це приміщення використовувалося в навчально-виробничих цілях, зокрема тут діяла школа медсестер. Після війни приміщення костелу займав килимовий цех художніх виробів фабрики «Богуславка». 2004 року приміщення перейшло в приватну власність та використовувалося як виробничий цех.
2008 року почався рух за повернення храму громаді, у жовтні 2009 року було зареєстровано парафію Зішестя Святого Духа і за кілька днів потому в одному з приміщень костелу було проведено першу службу. У жовтні 2012 року відбулося урочисте перенесення в храм статуї Діви Марії з каплички при колишній плебанії, а 19 травня 2013 року освячено хрест, встановлений на костелі. У червні 2014 року відбулася офіційна передача храму вірянам.
Храм потребує ремонту та реставрації. У планах громади — повернути костелу первісний вигляд.